# Gesteinsfestigkeit
Die Gesteinsfestigkeit ist die Festigkeit des natürlichen Felsgesteins vor allem bei Druckbelastung, beinhaltet aber auch die Zugfestigkeit, Scherfestigkeit, Biegezugfestigkeit, und andere Beanspruchungen.
Die Gesteinsfestigkeit bezieht sich auf Bohrproben, einzelne Steine und gesundes Gestein, das keine Trennflächen, Klüfte oder sonstige Störungen aufweist. Die Gesteinsfestigkeit ist nicht oder wenig richtungsabhängig.
Sie kann mit Prüfgeräten an Probestücken im Labor gemessen werden und hängt unter anderem von der Gesteinsart und vom Verwitterungsgrad ab.
Von der Gesteinsfestigkeit muss immer die Gebirgsfestigkeit unterschieden werden. Diese bezieht sich auf das Gestein mit Trennflächen, so wie es im Gebirge in größerem Maßstab vorkommt.
Die Gebirgsfestigkeit kann auch stark richtungsabhängig sein, weil die Trennflächen, Klüfte oder Störungen bevorzugte Richtungen haben. Die Gebirgsfestigkeit ist deshalb viel kleiner als die Gesteinsfestigkeit und in verschiedenen Richtungen unterschiedlich. Im Allgemeinen hat sie nur 5–15 % der Gesteinsfestigkeit.